# Fritz Kochers Aufsätze

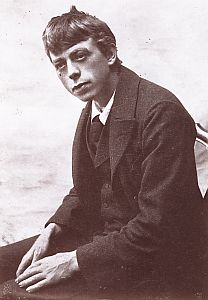
Robert Walser

Fritz Kochers Aufsätze sind Erzählungen von Robert Walser, im Insel Verlag Leipzig 1904 erschienen. Außer den Aufsätzen des Gymnasiasten Fritz Kocher enthält dieses erste Buch Walsers noch die Betrachtungen Der Commis, Der Wald und die Tagebuchaufzeichnung Ein Maler.
Eine Zahl in runden Klammern verweist auf die Seite in der Quelle oder in der Literaturstelle.

## Fritz Kochers Aufsätze
Ebenso wie im Rollengedicht übernimmt bei der Rollenprosa (Wilpert anno 2001, 697) der Autor die Rolle einer Figur – hier die des Schülers Fritz.
Die Eltern
Fritz, ein Schurke im Stil (38), nennt die Eltern in seinem Aufsatz Armut (16) wohlhabend. Der Vater habe Wagen und Pferde, sei mild, herzlich, gerecht und heiter, aber gegen arme Leute hart und barsch (18). Der Apfel fällt nicht weit vom Stamm. Gegen Kinder armer Leute, die vor der Tür in der Eiseskälte singen, ist Fritz barsch (Weihnacht, 37). Den Vater hält Fritz für einen weisen Mann (Die Schule, 19). Sattler, Schlosser, Schreiner oder Drechsler möchte Fritz nicht werden. Interessanter wäre Buchbinder, oder gar Schiffskapitän. Verlockend wären auch Förster, Dichter, Musiker, Kaufmann, Seiltänzer oder Clown. Fritz fürchtet, der lächerliche Anzug des Clowns könnte den Eltern missfallen. Diese sähen es gewiss gerne, er würde Arzt, Pfarrer, Jurist oder Lehrer werden. Zu alledem hat Fritz überhaupt keine Lust (Der Beruf, 29 - 30).
Das Leben
In seinem grundlegenden Aufsatz Der Mensch (8 -9) postuliert Fritz, jenes höhere Wesen soll über seinem Kollegen, dem Tier, stehen und führt weiter aus, er möchte berühmt werden. Da lauert aber ein Schreckgespenst – die Niedrigkeit. Denn die meisten Unternehmungen gehen nur von der Habgier aus.
Beim Aufsatz Freundschaft (14 - 16) fühlt sich Fritz überfordert. Das Thema ist mehr etwas für den Schriftsteller von Beruf. Trotzdem schreibt er tapfer drauflos. Auf das Lieben und Schätzen kommt es bei der Freundschaft an. Doch leider gibt es Menschen, die nur deshalb als unsere Freunde erscheinen wollen, um uns kränken und schaden zu können. Fritz hat beobachtet, Spaßvögel haben Mühe, sich Freunde zu erwerben.
Mit sarkastischem Blick fixiert Fritz die Armut (16- 18) in seiner Umgebung. Für arme Frauen hat er eine Vorliebe, weil sie so schön bitten können. Armut hat ihr Gutes. Sie macht die Reichen mildtätig. Fritz liebt die armen Knaben in seiner Schulklasse nicht, weil sie ihm seinen Wohlstand neiden und über seine schulischen Mißerfolge schadenfroh sind. Im Übrigen bekümmert sich Fritz nicht darum, was in den Fabriken gemacht wird. Er weiß nicht, weshalb alle armen Leute in der Fabrik arbeiten und vermutet als Beschäftigungsursache eine Bestrafung dafür, daß sie so arm sind (36).
In seinem Abstecher ins Reich der Höflichkeit (20 - 22), in dem es auch schauerliche Abgründe gibt, schauerlicher, als sie im Hochgebirge sind, gelangt Fritz schreibend zu der Erkenntnis, Höflichkeit wäre eigentlich überflüssig, wenn nur sehr wenig Menschen verstreut auf der Erde lebten.
Im Aufsatz Das Vaterland (30 - 32) vergleicht Fritz die Untertanen anderer Länder mit Haustieren. Er hingegen ist glühender Republikaner. Dummerweise liegt Fritz, Schüler der zweiten A-Klasse, noch wie an der Kette.
Der Lehrer
Dreißig Menschen sitzen in Fritzens Schulklasse. Ein Haupthalunke – wie eine Art König (48) ist darunter. Dieser Mitschüler kann Gesichter schneiden. Mit dem Schafsgesicht empfängt er Prügel (47). Der Lehrer stolziert in hohen Stiefeln durchs Klassenzimmer, als käme er aus der Schlacht bei Austerlitz (26). Er kratzt sich mitunter wollüstig in den Haaren. Fritz möchte nicht die Last der Kenntnisse des Herrn Lehrers tragen (25). Während des Klassenaufsatzes sollte man nach Fritzens Ansicht den Lehrer lieber nicht mit Fragen behelligen. Das ist einfach nicht tapfer, und im Übrigen verabscheut der Befragte solches (46).
Die Kunst
Fritzens älterer Bruder will Kapellmeister werden oder noch besser – etwas, das sämtliche Künste der Erde (24) inkorporiert. Später dann versucht er, seinen seelischen Regungen klangvollen Ausdruck zu geben – macht Verse (39). Adlerflügel möchte er haben. Natürlich ist auch Fritz musisch veranlagt. Er möchte im Anhören von Musik sterben (43), weil diese ihm wie Weinen in Melodien (44) daherkommt.
Fritz weiß wohl, wie Aufsätze zu schreiben sind. Auf den Stil kommt es an. Denn den setzt er mit Ordnungssinn (45) gleich.

## Der Commis
Eine Handlung gibt es nicht in diesem Sarkasmus. Der Untertitel – Eine Art Illustration – weist darauf hin: Nach der Lektüre weiß der Leser, was ein Commis ist. Der Commis besitzt Fleiß, Takt und Anpassungsgefühl (50), trägt einen weißen reinlichen Stehkragen, ist äußerst verwandlungsfähig (52) und naiv, gutmütig, höflich wie tüchtig (64). Als guter Rechner und Haushalter tut er seine Arbeit in Ruhe, Zurückgezogenheit und Bescheidenheit (64) im kargen Bureau. Außer Stellung geraten, ist der Commis eine der schrecklichsten Erscheinungen. Hungernde Arbeiter (57) sind nichts dagegen.

## Ein Maler
Die Blätter aus dem Notizbuch eines Malers (66) beschreiben den Weg dieses Künstlers ins Hochgebirge. Er kommt aus jener Großstadt, wo der Kummer der Vielen das glänzende Glück der Wenigen ausmacht (69). In der Bergeinsamkeit erhält er Obdach bei der kunstsinnigen Gräfin. Der Landschaftsmaler findet um das Haus der Gräfin herum alle Objekte vor, die er liebt: Tannen und seine Lieblingsfarbe Grau. Er malt die Bergwelt nach der Devise: Malen ist die kälteste Kunst, und es dominieren neben der Beobachtung der Geist und das Sinnieren (74). In einem Atemzug spricht er den Dichtern, diesen Starrköpfen, Naturkenntnis ab. Dann malt er die Gräfin. Unbeweglich und kalt vor sich hinschauend sitzt sie ihm Modell (81). Das Bildnis gelingt. Darauf kommt ein weltberühmter Dichter. Die Gräfin stellt dem Todkranken ihr Haus zum Sterben zur Verfügung. Jener Ankömmling darf in dem Hause bis auf den letzten Tag seiner Laster ohne jedwede Einschränkung frönen. Der Maler malt den sterbenden Dichter, wie er hinausschaut zu den Tannen und wie die Bäume ihrerseits zum Fenster hereinschauen. Dann vergisst der Maler die Kunst. Die Gräfin gebietet nämlich, sie zu lieben. Der Maler gehorcht. Die Geschichte geht für die Gräfin nicht gut aus. Der Maler kann Liebe nicht ertragen, ist für ein kälteres Leben bestimmt (89). Woran liegt es, so fragt er sich, daß Künstler zu keiner Ruhe kommen? (90) Und er verlässt die Geliebte.

## Der Wald
Der Autor wird nicht müde im jubelnden Preisen des heimatlichen Waldes als auserwähltes Ziel der Städter und grüner Aufenthalt der Wanderburschen. Schon in Fritz Kochers Aufsatz Mein Berg (32 - 34) klingt das große Walsersche Thema Wald an: Die gewaltigen Buchen auf dem Rücken des Bözingenberges, benannt nach dem Dorf Bözingen an seinem Fuße. Bözingen ist ein Ortsteil von Biel, dem Geburtsort Walsers. Der Autor lebte bis zu seinem 17. Lebensjahr in Biel. Es kann sich in dem Lobpreis Der Wald nur um die Wälder der Schweiz handeln.
Der Autor weiß, Ruhe und Wald sind eins (107). Trotz dieses Wissens hat er mit Unruhe diese Ruhe beschrieben. Ein Fehler vielleicht, so überschaut er kritisch seinen schwierigen Versuch, über etwas Schönes exakt und bestimmt zu schreiben (106). Nicht das tiefe Philosophieren des Autors ist bemerkenswert (104), sondern seine treffliche Beschreibung des Waldes in der Schweiz, in dem der Dichter mit einem guten Gedicht fertig werden kann (102).
Überschwänglich ist sie geraten, diese Eloge an den Wald: Sterben möchte der Autor mit seiner Liebe zum Wald (102).

## Selbstzeugnis
Walser zum Leiter des Insel Verlages über Fritz Kochers Aufsätze: «Es ist jedenfalls eines meiner besten Prosastücke» (Nachwort, 116).

## Rezeption
- Das Buch verkaufte sich schlecht. Trotzdem übernahm Walser die drollig naive Schülersprache aus den Aufsätzen als Instrument unbestechlicher Erkenntnis der Menschenwirklichkeit für seine spätere Arbeit (Mächler, 64).
- Hermann Hesse (Michels, 455) bemerkt 1909 in den Aufsätzen ein Aufleuchten von Liebe zu den Dingen… und… über rednerischer Prosa den warmen, innigen Schein der echten Dichtung.
- Die Aufsätze sind weniger Parodie auf die Schreibkultur des gymnasialen Deutschunterrichts als vielmehr ironisch gebrochene Selbstaussage (Peter Sprengel).
- Greven nennt die Aufsätze ein launiges und originelles Kunstprodukt, ironisch-altklug und von stupender [verblüffender] Sensibilität (Nachwort, 120).

## Ausgaben
- Jochen Greven (Hrsg.): Robert Walser: Fritz Kochers Aufsätze. Mit einem Nachwort des Herausgebers. Zürich 1986, ISBN 3-518-37601-2.

Kritische Robert Walser-Ausgabe
- Hans-Joachim Heerde, Barbara von Reibnitz, Matthias Sprünglin (Hrsg.): Fritz Kocher’s Aufsätze. Kritische Edition und Reprint der Erstausgabe (= KWA I.1). Basel/Frankfurt a. M. 2010, ISBN 978-3-7965-2463-9.